# Coupe d'Angleterre de football 1875-1876
Navigation
Coupe d'Angleterre 1874-1875 Coupe d'Angleterre 1876-1877
La Coupe d'Angleterre de football 1875-1876 est la 5e édition de la Coupe d'Angleterre de football. Wanderers remporte sa troisième Coupe d'Angleterre de football au détriment d'Old Etonians sur le score de 3-0 au cours d'une finale jouée dans l'enceinte du stade de Kennington Oval à Londres. 

## Premier tour
| Club à domicile      | Score   | Club à l'extérieur   | Date             |
| -------------------- | ------- | -------------------- | ---------------- |
| Sheffield            | Forfait | Shropshire Wanderers |                  |
| Leyton               | Forfait | Harrow Chequers      |                  |
| Royal Engineers      | 15-0    | High Wycombe         | 10 novembre 1875 |
| Maidenhead           | 2-0     | Ramblers             | 23 octobre 1875  |
| Clapham Rovers       | Forfait | Hitchin              |                  |
| Reigate Priory       | 1-0     | Barnes               | 30 octobre 1875  |
| Upton Park           | 1-0     | Southall             | 23 octobre 1875  |
| Wanderers            | 5-0     | 1st Surrey Rifles    | 23 octobre 1875  |
| South Norwood        | Forfait | Clydesdale           |                  |
| Oxford University    | 6-0     | Forest School        | 6 novembre 1875  |
| Old Etonians         | 4-1     | Pilgrims             | 9 novembre 1875  |
| Swifts               | 2-0     | Marlow               | 3 novembre 1875  |
| Cambridge University | Forfait | Civil Service        |                  |
| Panthers             | 1-0     | Woodford Wells       | 6 novembre 1875  |
| 105th Regiment       | 0-0     | Crystal Palace       | 6 novembre 1875  |
| Herts Rangers        | 4-0     | Rochester            | 6 novembre 1875  |

### Match à rejouer
| Club à domicile | Score | Club à l'extérieur | Date             |
| --------------- | ----- | ------------------ | ---------------- |
| Crystal Palace  | 3-0   | 105th Regiment     | 20 novembre 1875 |

## Second tour
| Club à domicile   | Score   | Club à l'extérieur   | Date             |
| ----------------- | ------- | -------------------- | ---------------- |
| Sheffield         | Forfait | Upton Park           |                  |
| Royal Engineers   | Forfait | Panthers             |                  |
| Clapham Rovers    | 12-0    | Leyton               | 18 décembre 1875 |
| Reigate Priory    | 0-8     | Cambridge University | 11 décembre 1875 |
| Wanderers         | 3-0     | Crystal Palace       | 11 décembre 1875 |
| South Norwood     | 0-5     | Swifts               | 11 décembre 1875 |
| Oxford University | 8-2     | Herts Rangers        | 18 décembre 1875 |
| Old Etonians      | 8-0     | Maidenhead           | 11 décembre 1875 |

## Quarts de finale
| Club à domicile      | Score | Club à l'extérieur | Date            |
| -------------------- | ----- | ------------------ | --------------- |
| Royal Engineers      | 1-3   | Swifts             | 29 janvier 1876 |
| Wanderers            | 2-0   | Sheffield          | 29 janvier 1876 |
| Old Etonians         | 1-0   | Clapham Rovers     | 29 janvier 1876 |
| Cambridge University | 0-4   | Oxford University  | 31 janvier 1876 |

## Demi-finales
| Club à domicile   | Score | Club à l'extérieur | Date            |
| ----------------- | ----- | ------------------ | --------------- |
| Wanderers         | 2-1   | Swifts             | 26 février 1876 |
| Oxford University | 0-1   | Old Etonians       | 19 février 1876 |

## Finale
| Titulaires : |  |
| |  |
| W. D. O. Greig Alfred Stratford William Lindsay Frederick Maddison Francis Birley Charles Wollaston Francis Heron Hubert Heron John Hawley Edwards Jarvis Kenrick Thomas Hughes |  |

| Titulaires : |  |
| |  |
| Quintin Hogg James Welldon Edward Lyttelton Albert Thompson Arthur Kinnaird Charles Meysey William Kenyon-Slaney Alfred Lyttelton Julian Sturgis Alexander Bonsor Herbert Allene |  |

| Titulaires : |  |
| |  |
| W. D. O. Greig Alfred Stratford William Lindsay Frederick Maddison Francis Birley Charles Wollaston Francis Heron Hubert Heron John Hawley Edwards Jarvis Kenrick Thomas Hughes |  |

| Titulaires : |  |
| |  |
| Quintin Hogg James Welldon Edward Lyttelton Albert Thompson Arthur Kinnaird Charles Meysey William Kenyon-Slaney Alfred Lyttelton Julian Sturgis Alexander Bonsor Herbert Allene |  |

| Wanderers | Old Etonians |

### Match à rejouer
| Titulaires : |  |
| |  |
| W. D. O. Greig Alfred Stratford William Lindsay Frederick Maddison Francis Birley Charles Wollaston Francis Heron Hubert Heron John Hawley Edwards Jarvis Kenrick Thomas Hughes |  |

| Titulaires : |  |
| |  |
| Quintin Hogg Edgar Lubbock Edward Lyttelton Matthew Farrer Arthur Kinnaird James Stronge William Kenyon-Slaney Alfred Lyttelton Julian Sturgis Alexander Bonsor Herbert Allene |  |

| Titulaires : |  |
| |  |
| W. D. O. Greig Alfred Stratford William Lindsay Frederick Maddison Francis Birley Charles Wollaston Francis Heron Hubert Heron John Hawley Edwards Jarvis Kenrick Thomas Hughes |  |

| Titulaires : |  |
| |  |
| Quintin Hogg Edgar Lubbock Edward Lyttelton Matthew Farrer Arthur Kinnaird James Stronge William Kenyon-Slaney Alfred Lyttelton Julian Sturgis Alexander Bonsor Herbert Allene |  |

| Wanderers | Old Etonians |